# Allehelgensaften
 "Halloween" omdirigeres hertil. For anden betydning, se Halloween (flertydig).
Allehelgensaften ligger dagen før allehelgensdag som efter dansk tradition afholdes hvert år den første søndag i november. Allehelgensdag markeres i folkekirkens gudstjeneste. På allehelgensdag tændes der typisk lys, og man fejrer troens forbilleder og mindes de døde. I nogle kirker oplæses navnene på de sognebørn, der er døde i løbet af året.
Ifølge folketroen er allehelgensaften den aften, hvor hekse, genfærd og mørkets magter er løse for at vanære og håne de helgener, der festligholdes på allehelgensdag.
Højtiden halloween, der har sit afsæt i de engelsksprogede lande, fejres efter traditionen den 31. oktober.

## Historisk
Allehelgensdag, den 1. november, blev indført som helligdag i den katolske kirke omkring år 610 af pave Bonifatius 4. for at mindes alle, som var udnævnt til martyrer af kirken. I år 998 blev alle sjæles dag indført som en mindedag for alle døde, hvor man kunne bede for at deres tid i skærsilden ikke måtte blive for lang.
Efter reformationen blev de to dage i Danmark lagt sammen til én mindedag for alle kristne, der var døde på grund af deres tro. ved helligdagsreformen af 1770 under Christian 7. blev allehelgensdag flyttet fra 1. november til den første søndag i november.
Mindedagen er i det 21. århundrede ved at vinde indpas i dansk kultur igen under det amerikanske navn halloween. I dag markeres dagen i Danmark nærmest efter amerikansk model.
Allehelgensaften blev til som samhain, en hedensk højtid blandt kelterne i Irland og Storbritannien. I 1800-tallet kom traditionen til Nordamerika med irske og skotske immigranter. Dengang begyndte dagen ved solopgang, ifølge kirken og den florentinske kalender.

## Etymologi
Ordet halloween eller halloween (" helgensaften "  ) er af kristen oprindelse; et udtryk svarende til "All Hallows Eve" er attesteret på gammelengelsk. Ordet hallowe[']en kommer fra den skotske form af All Hallows' Eve (aftenen før All Hallows' Day ): selv er det skotske udtryk for "aften" eller "aften",  og er kontraheret med e'en eller een ;  (Alle) Hallow(s) E(v)en blev til Hallowe'en .

## Allehelgensaften i engelsksprogede lande (halloween)
Ordet halloween er en sammentrækning af All Hallow's Eve på skotsk, da det er aftenen før All Hallows' Day (Allehelgensdag). Helligdagen var i en række nordeuropæiske lande en dag med hedenske traditioner og festligheder, indtil paverne pave Gregor 3. og pave Gregor 4. flyttede den gamle kristne allehelgensdagsfest fra den 13. maj til den 1. november.
I hedensk tid var halloween en overgangsfest forbundet med overnaturlige kræfter indsvøbt i efterårståge. Aftenen egner sig især til at fremsætte spådomme, og elverfolk optræder hyppigt i sagnene. Romerske festdage som Feralia (21. februar) og Pomona (egentlig gudinde for æbler og træer; hendes navn kom af latin poma = æble ) smeltede sammen med den keltiske nytårsfejrng. På Feralia kunne man se de døde og tale med dem, mens Pomona handlede om frugtbarhed og genfødsel. I italiensk folkeminde hed det, at natten til 1. november vender de døde tilbage og går gennem gaderne i lange processioner. De bærer lys og opsøger hjemstedet. De efterladte har derfor redt senge op og sat mad og drikke frem. Den skik genkendes fra sagn om åsgårdsreien i Norge. I middelalderen satte man til allehelgensaften mad ud til fattige børn, der til gengæld skulle bede for giverens døde slægtninge. Her er muligvis baggrunden for dagens trick or treat.
Kirken har gjort meget for at bekæmpe den hedenske tradition. Protestantiske lande har prøvet at gøre 31. oktober til "reformationsdag".[kilde mangler]
Halloween kan minde om fastelavn i Danmark, hvor børn klæder sig ud og går rundt og banker på naboernes døre for at få slik. I USA siger børnene trick or treat ("ballade eller slik"). De traditionelle halloween-farver er sort og orange.

### Græskarlygterne
En af de mest kendte halloween-skikke er at udskære orange græskar (pumpkins) med skræmmende ansigter og bruge dem som lygter, Jack o' Lanterns. Stingy Jack (= Nærige Jack) er et irsk sagn om en, som narrede djævelen flere gange. Jacks første møde med djævelen var på en pub. I håb om at få djævelen til at betale for sin drink, bad Jack djævelen om at forvandle sig til en mønt. Djævelen skulle vise sig og gik i fælden og blev omgående lagt i Jacks lomme sammen med et kors, der forhindrede ham i at ophæve forvandlingen. Dernæst lovede han ikke at gøre krav på Jacks sjæl, når Jack døde. Ejheller skulle han genere ham i et helt år, hvis bare Jack løslod ham.
Djævelen lod sig lige fuldt narre af Jack til at plukke æbler fra et træ. Jack skar et kors i træstammen, så djævelen var afskåret fra at klatre ned igen. Denne gang måtte djævelen love ikke at genere Jack i ti år, hvis Jack slap ham ned igen. Så da Jack døde, kom han hverken til himmelen eller helvede. Gud ville ikke have ham ind i himmelen, og djævelen havde lovet ikke at gøre krav på hans sjæl; dermed var begge veje stængt. Djævelen - ikke Gud - gav ham dog et stykke kul, så han kunne se i mørket. Jack lagde kulstykket ind i en udskåret majroe, som så tjente til lygte. Derfor kaldes lygterne Jack-O'-Lanterns på engelsk som er forkortelse for Jack of the lantern. Jack selv måtte vandre hvileløst omkring på jorden for evig tid.

### Begrebet Halloween i Danmark
Den amerikanske halloween begyndte at vinde popularitet i Danmark, da Ekstra Bladet i 1998 tog initiativet til det første af en række årlige halloween-arrangementer i Scala, med gyserfilm-maratoner, premie for bedste udklædning m.v.
I år 2000 begyndte legetøjskæden Fætter BR at sælge halloween-udstyr, og i 2006 begyndte Tivoli at holde halloween-åbent i efterårsferien med græskar, hekselandsby osv. I 2008 deltog 264.000 mennesker i Tivolis halloween-arrangement, hvilket gjorde efterårsferien til Tivolis mest besøgte periode. Senere begyndte også Legoland, Fårup Sommerland, Djurs Sommerland og BonBon-Land at bruge temaet i efterårsferien, svarende til, at forlystelsesparker i USA gør meget ud af deres halloween-dage, under navne som Fright Feast, Halloweekends, Scarowind, etc.
I den katolske kirke er allehelgensdag den 1. november, hvorimod det er første søndag i november i den norske og i den danske folkekirke. Den foregående dag er allehelgensaften. Halloween følger den katolske kirkes datoer, hvor begivenheden strækker sig fra 31. oktober om aftenen til 1. november.
Halloweens popularitet i Danmark kan direkte måles i den nationale græskarproduktion, der i løbet af få år steg til 400.000 i 2008, og i 2015 var nået op på 800.000 græskar.